# Justizvollzugsanstalt Realta

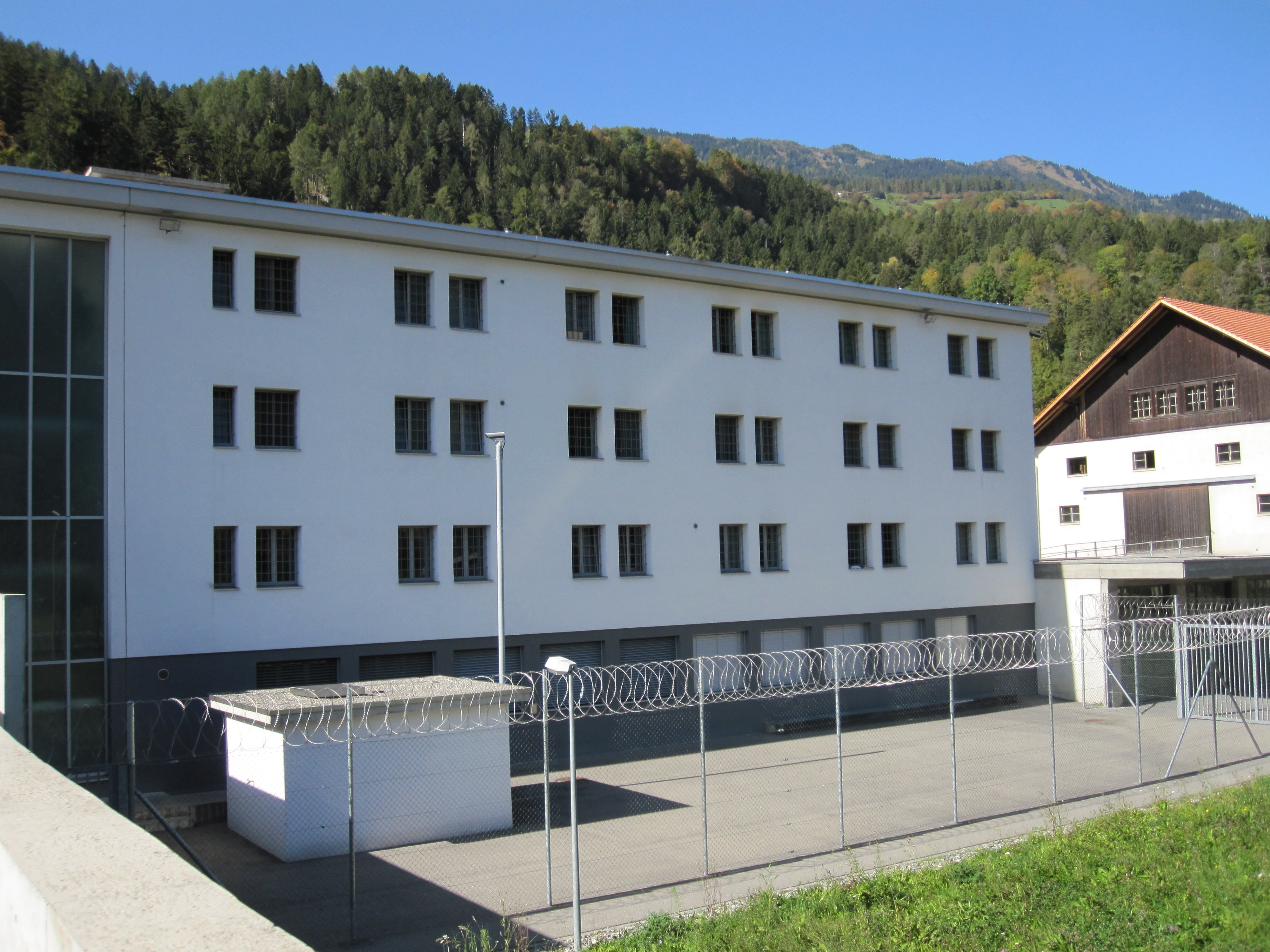
Strafanstalt Realta

Die Justizvollzugsanstalt Realta in der zu Cazis gehörenden Siedlung Realta im Domleschg ist direkt neben der neuen Justizvollzugsanstalt Cazis Tignez eine der beiden Justizvollzugsanstalten des Kantons Graubünden. Sie wird als offene Anstalt geführt. Rund 120 Häftlinge können hier untergebracht werden, wobei in der Justizvollzugsanstalt der Normalvollzug, die geschlossene Abteilung/Eintrittsabteilung, das Arbeitsexternat, die Halbgefangenschaft und die ausländerrechtliche Administrativhaft als Vollzugsform möglich sind.

## Vorgeschichte
Im benachbarten Fürstenau wurde im bischöflichen Schloss 1840 ein Zwangsarbeitshaus errichtet. Dieses war zweckbestimmt für «arme, arbeitsfähige, aber dem Müssiggang und Bettel ergebene Menschen».

## Geschichte
1851 bis 1855 kam es zum Bau der «Korrektionsanstalt für trunksüchtige, liederliche, haltlose Frauen und Männer» auf dem heutigen Grundstück.

### Der alte Friedhof
Im Sommer 2016 wurde bei Grabungsarbeiten der Friedhof der Korrektionsanstalt gefunden, in dem zwischen 1855 und 1918 rund hundert Tote bestattet wurden. Ihre Skelette wurden im Rahmen einer Notgrabung kurz vor dem Neubau der Anstalt Tignez geborgen und später untersucht. Im Mai 2018 wurden die Untersuchungsergebnisse in der englischen Fachzeitschrift PLOS ONE veröffentlicht.

#### Befunde
Die meisten der 103 Bestatteten waren Männer im Alter zwischen 40 und 60, nur drei waren unter 30. Auch ein paar Frauen waren darunter. Bei den anthropologischen Untersuchungen ergaben sich zahlreiche Beeinträchtigungen. Festgestellt wurden neben dem Stickler-Syndrom und angeborener Syphilis auch durch Jodmangel verursachter Kretinismus  der im 19. Jahrhundert in alpinen Regionen immer noch verbreitet war. Die Personen mit Kleinköpfigkeit waren vermutlich von ihren Angehörigen in die Korrektionsanstalt abgeschoben worden.
Zahlreiche Knochen wiesen Spuren von Tuberkulose auf, bei vier Skeletten wurde Skorbut festgestellt. Ob dieser Ursache oder die Folge der Abschiebung in die Anstalt gewesen war, kann nicht mehr festgestellt werden. Die vielen zum Teil auch unverheilten Knochenbrüche an Schultern und Rippen lassen darauf schliessen, dass die Verletzungen durch Gewalteinwirkungen innerhalb der Anstalt entstanden sind. Insgesamt zeigten die Untersuchungen, dass die Lebensverhältnisse sehr ungünstig gewesen seien – Erkenntnisse, die sich aus den schriftlichen Unterlagen von damals nicht ergeben.

#### Debatte
Der Historiker Willi Wottreng, Geschäftsführer der Radgenossenschaft der Landstrasse, einer Organisation von Jenischen und Sinti, von denen viele Opfer von Zwangsfürsorge wurden, äussert gegenüber der Zeitung Tages-Anzeiger die Überzeugung, dass die Insassen Opfer institutioneller Gewalt geworden seien. Er führt dafür die Brustkorbverletzungen an und die Tatsache, dass die Personen anonym begraben wurden.

### Asyl Realta
1919 wurde das Asyl Realta eröffnet und erstmals eine Trennung der chronisch Kranken von Delinquenten im Strafvollzug vorgenommen. Seit 1948 besteht keine Frauenabteilung mehr. 1991 wurde die psychiatrische Klinik Beverin institutionell abgetrennt und verselbständigt.

### 21. Jahrhundert
Seit 2001 werden unter medizinischer Kontrolle Opiate an Schwerstabhängige verabreicht.
2003 nahm eine geschlossene Abteilung den Betrieb auf. 2004 wurden Wiedergutmachungsleistungen in den Strafvollzug integriert.
Seit 2007 heisst die Strafanstalt offiziell Justizvollzugsanstalt Realta.